# Mahmoud el-Gohary
Mahmoud el-Gohary (* 24. Januar 1998) ist ein bahrainischer Leichtathlet, der sich auf den Hammerwurf spezialisiert hat und in dieser Disziplin den bahrainischen Landesrekord innehat.

## Sportliche Laufbahn
Erste internationale Erfahrungen sammelte Mahmoud el-Gohary im Jahr 2019, als er bei den Militärweltspielen in Wuhan mit einer Weite von 55,73 m den zehnten Platz im Hammerwurf belegte. 2022 gelangte er bei den Islamic Solidarity Games in Konya mit 64,64 m auf den siebten Platz.